# Rhipidia afra
Rhipidia afra är en tvåvingeart som beskrevs av Ernst Evald Bergroth 1888. Rhipidia afra ingår i släktet Rhipidia och familjen småharkrankar. Inga underarter finns listade i Catalogue of Life.